# New York chiama Superdrago
New York chiama Superdrago is een Italiaanse film uit 1966, geregisseerd door Giorgio Ferroni. De hoofdrol werd vertolkt door Ray Danton.

## Verhaal
Bryan Cooper, beter bekend als Secret Agent Super Dragon, onderzoekt de mysterieuze dood van zijn collega. Zijn onderzoek leidt naar een geheime organisatie die een soort giftige kauwgum op de markt heeft gebracht. Door alle mensen verslaafd te laten raken aan die kauwgum hopen ze de macht te kunnen grijpen.

## Achtergrond
De film werd in Amerika uitgebracht onder de titel Secret Agent Super Dragon. Onder die titel werd de film bespot in de cultserie Mystery Science Theater 3000.